# Tsurugashima
Tsurugashima (jap. 鶴ヶ島市 Tsurugashima-shi) – miasto w Japonii, na wyspie Honsiu, w prefekturze Saitama. Ma powierzchnię 17,65 km². W 2020 r. mieszkało w nim 70 198 osób, w 30 485 gospodarstwach domowych  (w 2010 r. 70 003 osoby, w 27 733 gospodarstwach domowych).